# 美蘭区
美蘭区（びらん-く）は中華人民共和国海南省海口市に位置する市轄区。海南省各機関の所在地となっており、海南島の政治・経済・文化の中心となっている。

## 地理
海口市の東北部に位置し、東は文昌市、南は瓊山区、西は龍華区と接し、北側は総延長100km強の海岸線により瓊州海峡に面している。地勢は平坦であり、区内を南渡江・美舎河・海甸渓の3河川が流れている。また、干潟とマングローブが発達しているラムサール条約登録地の東寨港マングローブ国家級自然保護区と海口美蘭空港が区内に立地している。

## 歴史
美蘭区は2002年10月に海口市及び瓊山市の行政区画の改編が検討された際に旧振東区及び瓊山市霊山・美蘭・三江・大致坡の4鎮を合併し美蘭区として新たに設置された。

## 行政区画
下部に9街道、4鎮を管轄する
- 街道
  - 海府街道、藍天街道、博愛街道、海甸街道、人民路街道、白竜街道、和平南街道、白沙街道、新埠街道
- 鎮
  - 霊山鎮、演豊鎮、三江鎮、大致坡鎮

## 交通

### 航空
- 海口美蘭国際空港

### 鉄道
- 中国鉄路総公司
  - 海南東環鉄道
    - 美蘭駅

### 道路
- 高速道路
  - 海瓊高速道路
  - 美蘭空港連絡道路
- 国道
  - G223国道